# Au bord de l'eau
Shuǐ hǔ Zhuàn (水滸傳)
Cet article concerne le roman chinois. Pour le film ukrainien de Eva Neïman réalisé en 2006, voir Au bord de l'eau (film, 2006).

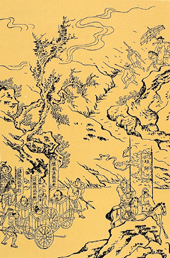
Illustration du roman.

Au bord de l'eau (chinois traditionnel : 水滸傳 ; chinois simplifié : 水浒传 ; pinyin : Shuǐ hǔ Zhuàn ; Wade : Shui³ hu³ Zhuan⁴ ; EFEO : Chouei-hou tchouan ; litt. « Le Récit des berges ») est un roman d'aventures tiré de la tradition orale chinoise, compilé et écrit par plusieurs auteurs, mais attribué généralement à Shi Nai'an (XIVe siècle). Il relate d'un ton épique les exploits de cent huit bandits révoltés contre la corruption du gouvernement et des hauts fonctionnaires de la cour de l'empereur. Le livre comporte également de nombreux éléments surnaturels (magie, fantômes…) qui, intégrés à ce contexte bien réel, font de ce récit un précurseur de la fantasy historique.
Ce roman-fleuve fait partie des quatre grands romans classiques de la dynastie Ming, avec l'Histoire des Trois Royaumes, La Pérégrination vers l'Ouest et Jin Ping Mei. Sa notoriété est telle que de nombreuses versions ont été rédigées. On peut comparer sa place dans la culture chinoise à celle des Trois Mousquetaires d'Alexandre Dumas en France, ou des aventures de Robin des Bois en Angleterre. L'ouvrage est la source d'innombrables expressions littéraires ou populaires, et de nombreux personnages ou passages du livre servent à symboliser des caractères ou des situations (comme Lin Chong, seul dans la neige, pour dépeindre la rectitude face à l'adversité, ou Li Kui, irascible et violent mais dévoué à sa mère impotente, pour signaler un homme dont les défauts évidents masquent des qualités cachées). On retrouve, souvent sous forme de pastiche, des scènes connues dans des publicités, des dessins animés, des clips vidéo. L'illustration de moments classiques de l'ouvrage est très fréquente en peinture.
L'oeuvre a été traduite en français par Jacques Dars.

## Le fond historique
Song Jiang, le chef des bandits dans le roman, est un personnage historique, chef d'une rébellion, comme il en a existé quantité d'autres dans l'histoire de la Chine. Celle de Song Jiang, relatée par les annales officielles, eut lieu à la fin du règne de Huizong (fin de la dynastie des Song du Nord). L'insurrection commence en 1114 dans le Shandong, dans les monts Liang, zone de marais propice aux activités illégales. Après avoir résisté aux troupes impériales durant plusieurs années, allant jusqu'à prendre Bianliang, la capitale orientale, et la province du Hebei, Song Jiang finit par se rendre, ou est capturé. Après quoi Song Jiang et ses troupes se seraient mis au service de l'empereur pour mater d'autres rébellions,.

## Apparition de la légende
Song Jiang et ses lieutenants devinrent très populaires et leurs exploits furent repris et enjolivés par la tradition orale à partir de la dynastie des Song du Sud (XIIe et XIIIe siècles). Des traces littéraires écrites des prémices de la légende ont été retrouvés dans Propos d'un vieil ivrogne de Luo Ye, puis dans une Apologie de Song Jiang et de ses trente-cinq compagnons. Les bases du roman commencent à être constituées au début de la dynastie mongole des Yuan, avec les Faits négligés de l'ère Xuan-he. La légende se précise et s'enrichit lors de cette dynastie, notamment sous l'essor du théâtre-opéra et de l'épopée.

## Les différentes versions

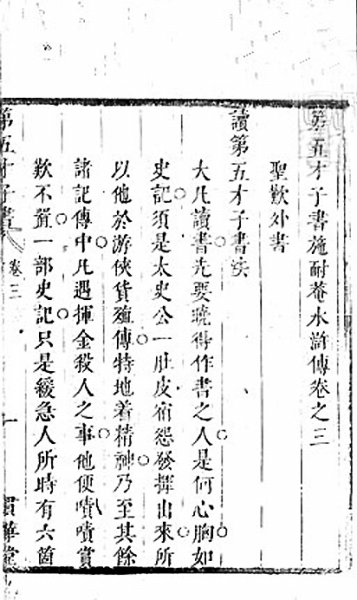
Au bord de l'eau, édition de Jin Shengtan.

L'histoire aurait été rédigée sous forme de roman une première fois au XIVe siècle par un lettré du nom de Shi Nai'an, et édité par Luo Guanzhong. Comme il n'y a pas de certitude sur la paternité de l'œuvre, et sur la part qu'aurait prise Luo à sa rédaction, cette version, sans doute en quatre-vingt-treize chapitres, est dite version de Shi-Luo. La plus ancienne version encore existante, La Chronique de loyauté et de justice des Bords de l'eau, a été publiée par Guo Xun vers 1550 et rééditée en 1589, avec cent chapitres. Elle suit probablement de près l'original, avec l'ajout d'un important épisode (une campagne des brigands contre les Liao). Diverses versions en cent ou cent vingt chapitres ont circulé sous les Ming. L'anticonformiste Li Zhi en donne en 1614 une édition en cent vingt chapitres, reprenant l'ensemble des épisodes des différentes versions précédentes, avec un commentaire,.
L'édition de Li Zhi aurait pu être la dernière. Mais un autre anticonformiste, Jin Shengtan, réécrit le roman, réduit à soixante-dix chapitres et un prologue, assorti d'une fausse préface de Shi Nai-an et de commentaires, en 1644. Sa qualité littéraire est telle que cette édition éclipse toutes les autres jusqu'au xxe siècle. Admirateur du roman, Jin déclare néanmoins exécrer Song Jiang et sa bande, au nom de la morale confucéenne. Il raconte donc comment les cent huit brigands se réunissent, l'histoire s'achevant sur un rêve annonçant leur châtiment, tout le reste étant supprimé.
L'influence de la tradition orale se traduit dans la langue vulgaire utilisée dans le roman, qui tranche avec la langue littéraire habituellement utilisée, qui n'était comprise que des mandarins. La division en chapitres reprend la division en séance des conteurs publics.
La version chinoise courante de cette édition est expurgée de plusieurs scènes de corruption et des scènes d'anthropophagie, nombreuses dans ce roman.

## Les cent-huit brigands
Cent-huit est un nombre important dans les croyances chinoises, et on le retrouve souvent. Le chapelet bouddhiste comptant 108 grains. On sonne les cloches cent-huit fois, certains taolu comportent cent-huit mouvements, etc.
Les bandits les plus populaires de Chine ne pouvaient qu'être cent-huit.
Dans la version de Jin Sheng-Tan, les cent-huit brigands sont inspirés par les cent-huit démons libérés dans le premier chapitre par un caprice du grand maréchal Hong, officier de l'empereur Ren-Zong, de la dynastie des Song.
Trente-six d'entre eux sont liés aux astres célestes, soixante-douze autres, moins puissants, sont liés aux astres terrestres. Le premier groupe inspirera les meneurs de la rébellion, alors que le second fournira les rangs de leurs lieutenants.
Ces cent-huit hommes et femmes sont parfois des brigands professionnels, mais ce sont plus souvent d'anciens officiers de l'empereur fuyant les injustices d'un système corrompu, ou fuyant les conséquences de leur impétuosité.

### Les trente-six astres célestes
Par ordre d'importance :

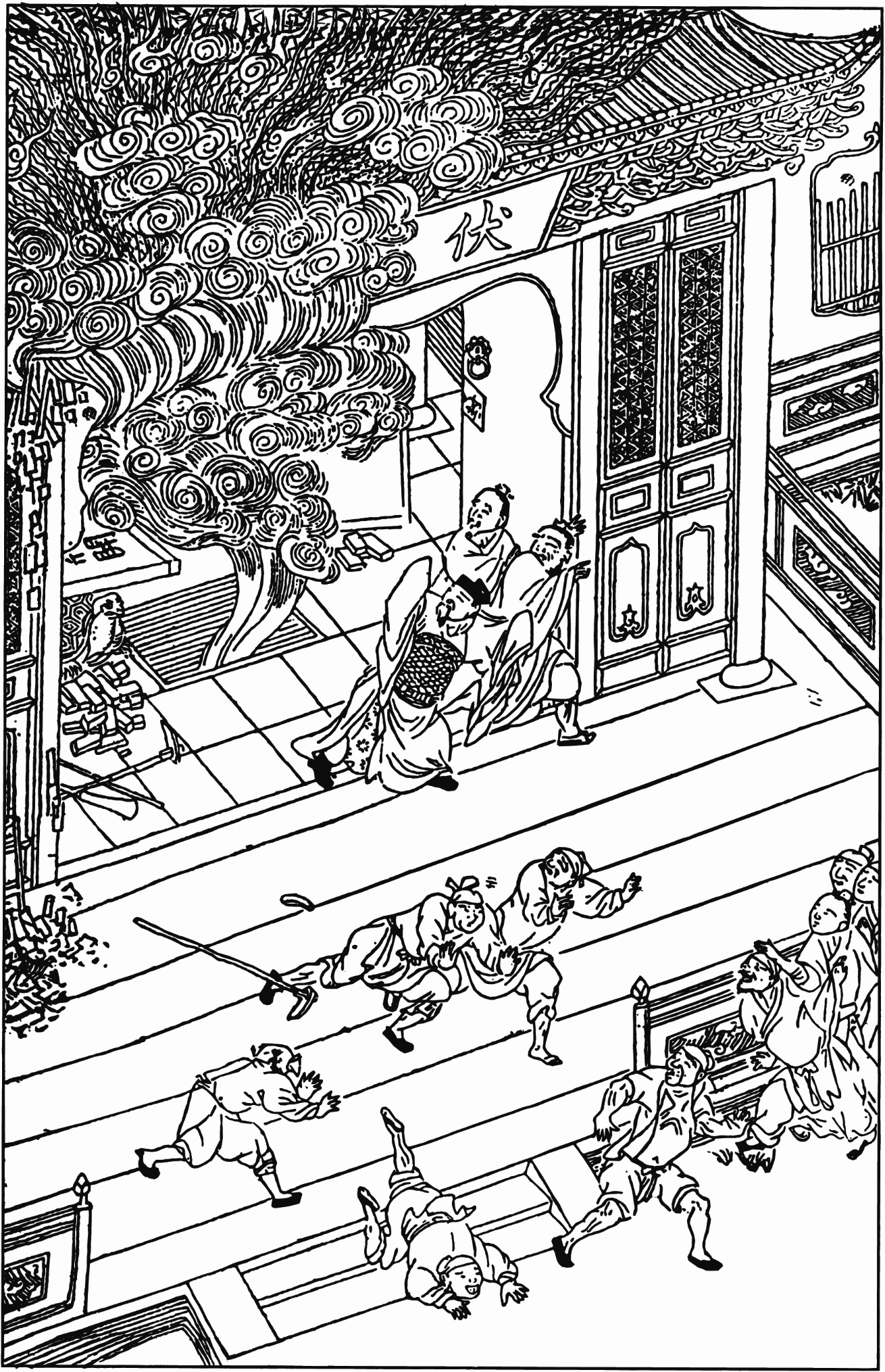
Édition de la première scène du roman : le maréchal libère par inadvertance les 108 démons qui se réincarneront.

| - 1 - Song Jiang, le Héraut de Justice. - 2 - Lu Jun-Yi, la Licorne de Jade. - 3 - Wu Yong, L'Astre de Sapience. - 4 - Gong-Sun Sheng, Le Dragon-entre-les-nuages. - 5 - Guan Sheng, le Grand Cimeterre. - 6 - Lin chong, Tête de Léopard. - 7 - Qin Ming, la Foudre. - 8 - Hu-yan Zhuo, Double Fouet. - 9 - Hua Rong, le Petit Li Guang. - 10 - Chai Jin, le Petit Ouragan. - 11 - Li Ying, L'Aigle-fouette-ciel. - 12 - Zhu Tong, Belle Barbe. - 13 - Lu Zhi-shen, Le Bonze-Tatoué. - 14 - Wu Song, le Pèlerin. - 15 - Dong Ping, Double Vouge. - 16 - Zhang Qing, Flèche sans penne. - 17 - Yang Zhi, le Fauve-à-face-bleue. - 18 - Xu Ning, le Lancier d'or. | - 19 - Suo Chao, le Téméraire. - 20 - Dai Zong, le Messager Magique. - 21 - Liu Tang, le Diable-à-poils-roux. - 22 - Li Kui, le Tourbillon Noir. - 23 - Shi Jin, le Dragon Bleu. - 24 - Mu Hong, l'Indomptable. - 25 - Lei Heng, le Tigre Volant. - 26 - Li Jun, le Dragon-brasse-fleuve. - 27 - Ruan le deuxième, Trépas Instantané. - 28 - Zhang Heng, le Nautonier. - 29 - Ruan le cinquième, Mort Prématurée. - 30 - Zhang Shun, l'Anguille Blanche. - 31 - Ruan le septième, le Yama Vivant. - 32 - Yang Xiong, le Guan Suo Malade. - 33 - Shi xiu, Brave-la-mort. - 34 - Xie Zhen, le Serpent-à-deux-têtes. - 35 - Xie Bao, le Scorpion-à-deux-queues. - 36 - Yan Qing, le Prodigue. |

Il faut ajouter à cette liste Chao Gai, le Roi-céleste-porteur-de-pagode numéro un avant Song Jiang, jusqu'à sa mort (Chapitre 61 dans l'édition en soixante et onze chapitres).

### Les soixante-douze astres terrestres
Il s'agit des lieutenants des trente-six bandits principaux. Martialement inférieurs, bien que redoutables, ils sont moins nobles d'âme et aussi moins truculents. Si tous ne sont pas non plus présentés avec autant de détails que les astres célestes, la plupart sont des personnages indispensables au récit. On compte quelques femmes dans leurs rangs.
| - 1 - Zhu Wu, le Génial Tacticien. - 2 - Huang Xin, le Maître des Trois Monts. - 3 - Sun Li, le Yu-chi Malade. - 4 - Xuan Zan, le Hideux. - 5 - Hao Si Wen, le Gémeau. - 6 - Han Tao, l'Invincible. - 7 - Peng Qi, l'Œil Céleste. - 8 - Shan Ting-gi, le Mage de l'Eau. - 9 - Wei Ding-guo, le Mage du Feu. - 10 - Xiao Rang, le Calligraphe à Main Surnaturelle. - 11 - Pei Xuan, le Masque de Fer. - 12 - Ou Peng, Ailes d'Or dans les Nuages. - 13 - Deng Fei, le Lion aux Yeux de Feu. - 14 - Yan Shun, le Tigre de Moire. - 15 - Yang Lin, le Léopard de Brocart. - 16 - Ling Zhen, le Tonnerre-fracassant. - 17 - Jiang Jing, le Dieu du calcul. - 18 - Lü Fang, le Petit Duc Wen. - 19 - Guo Sheng, le Rival de Ren-gui. - 20 - An Dao-quan, le Mire-Surnaturel. - 21 - Huang-fu Duan, Moustache pourpre. - 22 - Wang Ying, le Tigre nain. - 23 - Hu la Troisième, Vipère d'une Toise. - 24 - Bao Xu, le Dieu des funérailles. - 25 - Pan Rui, le Roi-démon bouleverseur de mondes. - 26 - Kong Ming, la Comète. - 27 - Kong Liang, le Météore. - 28 - Xiang Chong, le Na-Tuo à huit bras. - 29 - Li Gun, le Grand Saint volant. - 30 - Jin Da-jian, l'Artisan aux bras de jade. - 31 - Ma Lin, l'Immortel à la flûte de fer. - 32 - Tong Wei, le Crocodile hors du Trou. - 33 - Tong Meng, le Serpent de Mer. - 34 - Meng Kang, Hampe de Jade. - 35 - Hou Jian, le Gibbon. - 36 - Chen Da, le Tigre sauteur de ravin. | - 37 - Yang Chun, Le Serpent à taches blanches. - 38 - Zheng Tian-shou, le Sieur-à-face-blanche. - 39 - Tao Zong-wang, Tortue-à-neuf-queues. - 40 - Song Qing, Éventail-de-fer. - 41 - Yue He, Sifflet-de-fer. - 42 - Gong Wang, le Tigre Bleu. - 43 - Ding De-sun, Le Tigre à Raillonnade. - 44 - Mu Chun, le Redoutable. - 45 - Cao Zheng, le Démon du Couperet. - 46 - Song Wan, le Vajra dans les nuages. - 47 - Du Qian, Touche le Ciel. - 48 - Xue Yong, Le Tigre malade. - 49 - Shi En, le Léopard aux yeux d'or. - 50 - Li Zhong, le Tueur de Tigres. - 51 - Zhou Tong, le Petit potentat. - 52 - Tang long, le Léopard à taches d'or. - 53 - Du Xing, Face de Démon. - 54 - Zou Yuan, le Dragon hors des bois. - 55 - Zou Run, le Dragon unicorne. - 56 - Zhu Gui, le Caïman sur le sec. - 57 - Zhu Fu, le Tigre Hilare. - 58 - Cai Fu, Bras de Fer. - 59 - Cai Qing, la Fleur. - 60 - Li Li, l'Abrégeur de jours. - 61 - Li Yun, le Tigre-aux-yeux-verts. - 62 - Jiao Ting, Connaît-personne. - 63 - Shi Yong, le Général-de-pierre. - 64 - Sun Xin, le Petit Yu-chi. - 65 - Grande sœur Gu, la Tigresse. - 66 - Zhang Qing, le Jardinier. - 67 - Sun-la-cadette, l'Ogresse. - 68 - Wang Ding le Sixième, L'Éclair. - 69 - Yu Bao-si, le Dieu des coupe-gorges. - 70 - Bai Sheng, le Rat en plein jour. - 71- Shi Qian, la Puce sur le tambour. - 72 - Duan Jing-Zhu, le Chien à poil d'or. |

## Traductions en français
- Version de Luo Guan-zhong et Shi Nai-an (trad. Jacques Dars, préf. Étiemble), Au bord de l'eau (Shui-hu-zhuan), Gallimard, coll. « La Pléiade », 1978 (ISBN 978-2-07-010911-1)
- Version de Jin Shengtan : Shi Nai-an (trad. Jacques Dars), Au bord de l'eau (Shui-hu-zhuan), Gallimard, coll. « Folio », 1997 (1re éd. 1978), 1 152 (ISBN 978-2-07-040220-5)

## Adaptations

### Opéra
- Il existe une cinquantaine d'opéras de Pékin traditionnels basés sur le roman. Un spectacle mis en scène par Patrick Sommier avec la troupe de l'École d'Opéra de Pékin est un hommage au roman[5].

### Cinéma et télévision
- les films hongkongais de la Shaw Brothers La Légende du lac (1972), Delightful Forest (1972), Pursuit (1972) et All Men Are Brothers (1975) sont basés sur des épisodes du roman.
- Il a aussi été adapté en feuilleton télévisé sino-japonais La Légende des chevaliers aux 108 étoiles (diffusé à la télévision française en 1977).
- Dans le dessin animé Hero: 108, les membres de la Belle Verte avec un numéro sont tous des références aux 108 bandits.
- 108 Rois-Démons (2015), un film d'animation, reprend la légende des cent huit brigands, bien que dans le film ils ne soient que 11 brigands.

Années 70 série télévisée produite par la BBC "The watermargin"

### Bande dessinée
Le roman a été adapté en bande dessinée :
- dans les années 1980 en bande dessinée (éditions Okapi) ;
- par Jean-David Morvan (sc.), Yann Le Gal (sc.) et Wang Peng (des.) aux éditions Delcourt (2008–2010), 2 tomes parus[6] ;
- le manhua Shui Hu Chuan de Li Zhiqing est une adaptation en 16 volumes du roman (Hong Kong, 2004) ;
- Le manga Au bord de l'eau de Mitsuteru Yokoyama sorti au Japon en 1969 comporte 8 volumes ;
- L'intégrale de l'œuvre en bande dessinée traditionnelle chinoise (30 tomes lianhuanhua dans un coffret), dessinée et adaptée par cinquante artistes chinois entre 1955 et 1981 aux éditions des Beaux Arts du peuple de Pékin, a été traduite en français par Nicolas Henry et Si Mo et édité aux Éditions Fei en 2012[7].

Il a également servi d'inspiration :
- Dans la partie Hadès du manga Saint Seiya, les cent huit spectres sont classés comme les rebelles de ce roman par étoile et par qualité, la seule différence étant que ce sont des personnages maléfiques.

### Autres
- Un taolu de kung fu est intitulé Wu Song brise ses menottes en l'honneur d'un personnage de ce roman.
- Il a aussi donné naissance à la série de jeux vidéo japonais Suikoden (水滸伝?), basée sur la lecture japonaise des sinogrammes formant le titre[8].
- Les chapitres XXIII à XXVII d'Au bord de l'eau concernant Wu Song fournissent la trame du roman classique chinois du XVIe siècle intitulé Fleur en fiole d'or (Jin Ping Mei Cihua).